# Кипер, Олег Александрович
Олег Александрович Кипер (укр. Олег Олександрович Кіпер; род. 1 мая 1980, село Тымково, Кодымский район, Одесская область) — украинский прокурор, старший советник юстиции. Председатель Одесской областной государственной администрации с 30 мая 2023 года.

## Биография

### Образование
В 2002 году окончил Одесскую национальную юридическую академию по специальности «Правоведение». Кандидат юридических наук.

### Трудовая деятельность
Работу в органах прокуратуры начал в 2001 году, постепенно занимая должности следователя Котовской межрайонной прокуратуры Одесской области, прокурора отдела прокуратуры Одесской области, прокурора отдела Генеральной прокуратуры Украины, начальника управления прокуратуры Ивано-Франковской области, заместителя прокурора Ивано-Франковской области, заместителя начальника управления — начальника отдела Генеральной прокуратуры Украины.
В 2015 году баллотировался в Одесский городской совет.
9 июня 2020 года приказом Генерального прокурора Ирины Венедиктовой назначен на должность заместителя прокурора города Киева.
11 сентября 2020 года назначен на должность руководителя Киевской городской прокуратуры.
С 30 мая 2023 года — председатель Одесской областной администрации.

## Награды
- Заслуженный юрист Украины (2021)[6]. Отмечен нагрудными знаками «За добросовестную службу в органах прокуратуры» ІІІ и ІІ степеней.